# Фролов, Андрей Александрович (гандболист)
Андрей Александрович Фролов (род. 24 января 1983) — российский гандболист, левый полусредний. Мастер спорта России международного класса.
Начал заниматься гандболом в училище олимпийского резерва Оренбурга, первый тренер — Юрий Иванович Маринушкин. Профессиональную карьеру начал в волгоградском «Каустике», с которым становился серебряным и дважды бронзовым призёром чемпионатов России. Позже играл за польские клубы «Висла» (Плоцк) и «Нелба» (Вагровец), украинские — «Динамо» (Полтава) и ЗТР. В 2014—2016 годах выступал за гандбольный клуб «Локомотив-Полёт» (Челябинск), затем отправился в Израиль.
В 2001 году выиграл юношеский чемпионат Европы по гандболу в составе сборной России. Чемпион мира среди студентов 2004 года. Непродолжительное время выступал в национальной сборной России.
Имеет два высших образования — физкультурное (ВГАФК) и юридическое (волгоградский филиал РГГУ).